# روژینتسی
روژینتسی (به بلغاری: Ruzhintsi) یک منطقهٔ مسکونی در بلغارستان است که در استان ویدین واقع شده‌است.
 روژینتسی  ۹۵۳ نفر جمعیت دارد و ۱۸۱ متر بالاتر از سطح دریا واقع شده‌است.